# Djuptjärnen (Borgsjö socken, Medelpad, 694313-147198)
Djuptjärnen är en sjö i Bräcke kommun och Ånge kommun i Medelpad och ingår i Ljungans huvudavrinningsområde. Sjön har en area på 0,221 kvadratkilometer och ligger 416,2 meter över havet. Djuptjärnen ligger i Helvetesbrännan (södra) Natura 2000-område.

## Delavrinningsområde
Djuptjärnen ingår i det delavrinningsområde (694364-147173) som SMHI kallar för Inloppet i Djuptjärnen. Medelhöjden är 449 meter över havet och ytan är 1,35 kvadratkilometer. Det finns inga avrinningsområden uppströms utan avrinningsområdet är högsta punkten. Vattendraget som avvattnar avrinningsområdet har biflödesordning 4, vilket innebär att vattnet flödar genom totalt 4 vattendrag innan det når havet efter 138 kilometer. Avrinningsområdet består mestadels av skog (83 procent). Avrinningsområdet har 0,22 kvadratkilometer vattenytor vilket ger det en sjöprocent på 16,6 procent.